# Blåvitt (Israel)
Blåvitt (hebreiska: כחול לבן) var en israelisk koalition av höger och höger-mittenpartier bildat av tre före detta överbefälhavare: Benny Gantz, Moshe Ya'alon och Gabi Ashkenazi.
I parlamentsvalet den 9 april 2019 var partiet den främsta utmanaren till premiärminister Benjamin Netanyahu. 
Båda partierna fick över en miljon röster, drygt 26% och 35 mandat i Knesset.